# Гетто в России в период Холокоста
Гетто в период Холокоста в России — места временной изоляции евреев на оккупированной территории РСФСР нацистами и их союзниками в период 1941—1943 гг.
По сведениям энциклопедии «Холокост на территории СССР» (2011), на оккупированной территории России было 45 гетто в 12 регионах и 44 населённых пунктах (в Невеле было два). Больше чем 2/3 от всех гетто были на территории трёх областей России. Из них 15 гетто, где оказалось свыше 11 000 узников, находились в Смоленской области, 9 гетто в Псковской области и 7 — в Брянской. Самое крупное гетто — 3000 узников — было в Смоленске. Общее число узников в гетто России (без Крыма) составило свыше 28 000 человек. По данным Encyclopedia of Camps and Ghettos, 1933—1945 Американского Мемориального музея Холокоста в период с июля 1941 года по декабрь 1942 года немцы создали на оккупированной территории России более 50 гетто с общей численностью узников 22 тысячи человек.
Основными особенностями, отличавшими гетто на территории России по сравнению с другими территориями были:
- короткий срок существования перед уничтожением узников или освобождением, большинство — не более 6 месяцев;
- уничтожение в первую очередь работоспособных мужчин и молодых женщин для предотвращения потенциального сопротивления;
- незначительная роль юденратов, заключавшаяся в контроле рабочей силы для принудительных работ;
- невыносимые условия существования для узников.

В ряде городов, таких как Орёл, евреев селили в находящиеся в разных районах города дома, но всегда они были под постоянным контролем со стороны нацистов и коллаборационистов. В Карачеве гетто было создано под открытым небом.

## Гетто и места временного содержания евреев
По данным энциклопедии «Холокост на территории СССР», Encyclopedia of Camps and Ghettos и других источников на территории РСФСР того времени гетто находились в следующих 59 населённых пунктах:
| Населённый пункт          | Регион на начало войны | Современный регион                         | Дата оккупации            | Создано                          | Ликвидировано                       | Количество узников | Координаты                      |
| ------------------------- | ---------------------- | ------------------------------------------ | ------------------------- | -------------------------------- | ----------------------------------- | ------------------ | ------------------------------- |
| Великие Луки              | Калининская область    | Псковская область                          | 19 июля (24 августа) 1941 | сентябрь 1941                    | октябрь 1941                        | 59                 | 56°21′00″ с. ш. 30°31′00″ в. д. |
| Локня                     | Калининская область    | Псковская область                          | 22 июля 1941              | сентябрь 1941                    | 2 февраля 1942                      | 70                 | 56°50′00″ с. ш. 30°09′00″ в. д. |
| Невель                    | Калининская область    | Псковская область                          | 16 июля 1941              | сентябрь 1941                    | 4 сентября 1941                     | 2000               | 56°01′00″ с. ш. 29°56′00″ в. д. |
| Опочка                    | Калининская область    | Псковская область                          | 8-15 июля 1941            | август 1941                      | март 1942                           | 200                | 56°43′00″ с. ш. 28°39′00″ в. д. |
| Пустошка                  | Калининская область    | Псковская область                          | 16 июля 1941              | февраль 1942                     | февраль—март 1942                   | 100                | 56°20′00″ с. ш. 29°22′00″ в. д. |
| Ржев                      | Калининская область    | Тверская область                           | 14 октября 1941           | ноябрь 1941                      | лето 1942                           | около 50           | 56°15′56″ с. ш. 34°19′39″ в. д. |
| Себеж                     | Калининская область    | Псковская область                          | 9 июля 1941               | сентябрь 1941                    | март 1942                           | 150                | 56°17′00″ с. ш. 28°29′00″ в. д. |
| Торопец                   | Калининская область    | Тверская область                           | 29 августа 1941           | 20 сентября 1941                 | октябрь—ноябрь 1941                 | 75                 | 56°30′00″ с. ш. 31°38′00″ в. д. |
| Элиста                    | Калмыцкая АССР         | Республика Калмыкия                        | 13 августа 1942           | август 1942                      | 9 сентября 1942                     | 100—300            | 46°19′00″ с. ш. 44°16′00″ в. д. |
| Алушта                    | Крымская АССР          | Республика Крым/Автономная Республика Крым | 4 ноября 1941             | ноябрь 1941                      | начало декабря 1941                 | 250—280            | 44°40′02″ с. ш. 34°23′52″ в. д. |
| Войковштадт (ныне Кирово) | Крымская АССР          | Республика Крым/Автономная Республика Крым | 2 ноября 1941             | конец ноября 1941                | конец декабря 1941                  | менее 100          | 45°13′15″ с. ш. 35°50′35″ в. д. |
| Джанкой                   | Крымская АССР          | Республика Крым/Автономная Республика Крым | 31 октября 1941           | 15 декабря 1941                  | 30 декабря 1941                     | 500                | 45°42′31″ с. ш. 34°23′36″ в. д. |
| Евпатория                 | Крымская АССР          | Республика Крым/Автономная Республика Крым | 31 октября 1941           | 21 ноября 1941                   | 2 декабря 1941                      | 800                | 45°12′00″ с. ш. 33°21′30″ в. д. |
| Феодосия                  | Крымская АССР          | Республика Крым/Автономная Республика Крым | 3 ноября 1941             | 27 ноября 1941                   | 4 декабря 1941                      | 2000               | 45°02′56″ с. ш. 35°22′45″ в. д. |
| Ялта                      | Крымская АССР          | Республика Крым/Автономная Республика Крым | 8 ноября 1941             | 4 декабря 1941                   | 18 декабря 1941                     | 1000               | 44°29′58″ с. ш. 34°09′19″ в. д. |
| Дмитриев-Льговский        | Курская область        | Курская область                            | 8 октября 1941            | ноябрь 1941                      | март 1943                           | 20                 | 52°07′44″ с. ш. 35°04′32″ в. д. |
| Вырица                    | Ленинградская область  | Ленинградская область                      | 31 августа 1941           | октябрь 1941                     | ноябрь 1941                         | 50                 | 59°24′40″ с. ш. 30°20′50″ в. д. |
| Псков                     | Ленинградская область  | Псковская область                          | 9 июля 1941               | август 1941                      | январь—февраль 1942                 | более 1000         | 57°49′00″ с. ш. 58°20′00″ в. д. |
| Сольцы                    | Ленинградская область  | Новгородская область                       | 22 июля 1941              | осень 1941                       | осень—зима 1941                     | 100                | 58°07′00″ с. ш. 30°19′00″ в. д. |
| Старая Русса              | Ленинградская область  | Новгородская область                       | 9 августа 1941            | сентябрь 1941                    | сентябрь 1941                       | 2000               | 57°59′00″ с. ш. 31°21′00″ в. д. |
| Ессентуки                 | Орджоникидзевский край | Ставропольский край                        | 11 августа 1942           | 7 сентября 1942                  | 29 октября 1942                     | 2000               | 44°02′35″ с. ш. 42°51′52″ в. д. |
| Нальчик                   | Орджоникидзевский край | Кабардино-Балкария                         | 28 октября 1942           | ноябрь 1942                      | 4 января 1943                       | более 3000         | 43°29′00″ с. ш. 43°37′00″ в. д. |
| Злынка                    | Орловская область      | Брянская область                           | 25 августа 1941           | сентябрь 1941                    | 15 февраля 1942                     | 230                | 52°26′00″ с. ш. 31°44′00″ в. д. |
| Карачев                   | Орловская область      | Брянская область                           | 6 октября 1941            | октябрь 1941                     | 12 декабря 1941                     | 200                | 53°07′00″ с. ш. 34°59′00″ в. д. |
| Клетня                    | Орловская область      | Брянская область                           | 10 августа 1941           | осень 1941                       | 12 апреля 1942                      | 200                | 53°23′00″ с. ш. 33°12′00″ в. д. |
| Климово                   | Орловская область      | Брянская область                           | 25 августа 1941           | октябрь 1941                     | начало марта 1942                   | 280                | 52°22′59″ с. ш. 32°11′24″ в. д. |
| Клинцы                    | Орловская область      | Брянская область                           | 20 августа 1941           | сентябрь 1941                    | декабрь 1942                        | 3000               | 52°45′10″ с. ш. 32°14′10″ в. д. |
| Мглин                     | Орловская область      | Брянская область                           | 8 августа 1941            | 21 января 1942                   | 2 марта 1942                        | 600                | 53°00′40″ с. ш. 32°50′54″ в. д. |
| Новозыбков                | Орловская область      | Брянская область                           | 16 августа 1941           | октябрь или ноябрь 1941          | 15 января 1942 или 15 февраля 1942  | более 1000         | 52°32′00″ с. ш. 31°56′00″ в. д. |
| Орёл                      | Орловская область      | Орловская область                          | 3 октября 1941            | ноябрь 1941                      | март—сентябрь 1942                  | 200                | 52°58′00″ с. ш. 36°05′00″ в. д. |
| Почеп                     | Орловская область      | Брянская область                           | 21 августа 1941           | начало 1942                      | март 1942                           | 1854               | 52°56′00″ с. ш. 33°27′00″ в. д. |
| Святск                    | Орловская область      | Брянская область                           | 16 августа 1941           | октябрь 1941                     | 25 января 1942                      | 125                | 52°40′10″ с. ш. 31°33′16″ в. д. |
| Стародуб                  | Орловская область      | Брянская область                           | 18 августа 1941           | октябрь 1941                     | 1 марта 1942                        | 1400               | 52°35′00″ с. ш. 32°46′00″ в. д. |
| Сураж                     | Орловская область      | Брянская область                           | 17 августа 1941           | осень 1941                       | 27 марта 1942                       | 560                | 53°01′00″ с. ш. 32°24′00″ в. д. |
| Унеча                     | Орловская область      | Брянская область                           | 17 августа 1941           | зимой 1941—1942                  | 18 марта 1942                       | 350                | 52°51′00″ с. ш. 32°41′00″ в. д. |
| Кагальницкая              | Ростовская область     | Ростовская область                         | конец июля 1942           | август 1942                      | сентябрь 1942                       | 200                | 46°52′55″ с. ш. 40°09′01″ в. д. |
| Бежаницы                  | Смоленская область     | Псковская область                          | 18 июля 1941              | октябрь 1941                     | до конца 1941 года                  | 120                | 56°58′00″ с. ш. 29°53′00″ в. д. |
| Велиж                     | Смоленская область     | Смоленская область                         | 14 июля 1941              | 7 ноября 1941                    | 28 января 1942                      | 2000               | 55°36′00″ с. ш. 31°12′00″ в. д. |
| Гусино                    | Смоленская область     | Смоленская область                         | середина июля 1941        | 27 июля 1941                     | 6 февраля 1942                      | 250                | 54°43′41″ с. ш. 31°22′12″ в. д. |
| Демидов                   | Смоленская область     | Смоленская область                         | 13 июля 1941              | 4 сентября 1941                  | между сентябрем 1941 и началом 1942 | менее 100          | 55°16′ с. ш. 31°31′ в. д.       |
| Духовщина                 | Смоленская область     | Смоленская область                         | 15 июля 1941              | конец июля — начало августа 1941 | летом 1942                          | менее 300          | 55°12′ с. ш. 32°25′ в. д.       |
| Захарино                  | Смоленская область     | Смоленская область                         | 1 августа 1941            | февраль 1942                     | 9 мая 1942                          | 600                | 54°58′48″ с. ш. 32°00′46″ в. д. |
| Ильино                    | Смоленская область     | Тверская область                           | 22 июля 1941              | сентябрь 1941                    | 25 января 1942                      | 200                | 55°56′39″ с. ш. 31°39′30″ в. д. |
| Красный                   | Смоленская область     | Смоленская область                         | 13 июля 1941              | 27 августа 1941                  | 8 апреля 1942                       | 500                | 54°33′36″ с. ш. 31°26′06″ в. д. |
| Любавичи                  | Смоленская область     | Смоленская область                         | 21 июля 1941              | сентябрь 1941                    | 4 ноября 1941                       | 500                | 54°50′02″ с. ш. 30°57′29″ в. д. |
| Микулино                  | Смоленская область     | Смоленская область                         | июль 1941                 | август 1941                      | 23 февраля 1942                     | 300                | 55°02′02″ с. ш. 31°06′40″ в. д. |
| Монастырщина              | Смоленская область     | Смоленская область                         | 14 июля 1941              | октябрь 1941                     | февраль 1942                        | 1100               | 54°21′00″ с. ш. 31°50′00″ в. д. |
| Петровичи                 | Смоленская область     | Смоленская область                         | 2 августа 1941            | 9 августа 1941                   | 2 июня 1942                         | 500                | 53°58′35″ с. ш. 32°09′46″ в. д. |
| Починок                   | Смоленская область     | Смоленская область                         | 17 июля 1941              | август 1941                      | 21 апреля 1942                      | 200                | 54°24′00″ с. ш. 32°27′00″ в. д. |
| Рославль                  | Смоленская область     | Смоленская область                         | 3 августа 1941            | октябрь 1941                     | ноябрь 1941                         | 800                | 53°56′57″ с. ш. 32°51′25″ в. д. |
| Рудня                     | Смоленская область     | Смоленская область                         | 17 июля 1941              | август 1941                      | декабрь 1941                        | 1200               | 54°57′00″ с. ш. 31°04′00″ в. д. |
| Смоленск                  | Смоленская область     | Смоленская область                         | 5 июля 1941               | 5 августа 1941                   | 15 июля 1942                        | 2000               | 54°48′10″ с. ш. 32°04′10″ в. д. |
| Стодолище                 | Смоленская область     | Смоленская область                         | 19 июля 1941              | вторая половина июля 1941        | май 1942                            | около 200          | 54°11′02″ с. ш. 32°38′59″ в. д. |
| Сычёвка                   | Смоленская область     | Смоленская область                         | 10 октября 1941           | конец октября 1941               | 1 января 1942                       | около 100          | 55°50′00″ с. ш. 34°17′00″ в. д. |
| Татарск                   | Смоленская область     | Смоленская область                         | июль 1941                 | октябрь 1941                     | октябрь 1942                        | 600                | 55°13′00″ с. ш. 75°58′00″ в. д. |
| Усвяты                    | Смоленская область     | Псковская область                          | 14 июля 1941              | октябрь 1941                     | 28 января 1942                      | 160                | 55°44′55″ с. ш. 30°45′20″ в. д. |
| Хиславичи                 | Смоленская область     | Смоленская область                         | 16 июля 1941              | сентябрь 1941                    | 13 или 20 марта 1942                | 900                | 54°11′00″ с. ш. 32°09′00″ в. д. |
| Шумячи                    | Смоленская область     | Смоленская область                         | 1 августа 1941            | октябрь 1941                     | 18 ноября 1941                      | 600                | 53°51′00″ с. ш. 32°25′00″ в. д. |
| Калуга                    | Тульская область       | Калужская область                          | 11 октября 1941           | 8 ноября 1941                    | 22—30 декабря 1941                  | 159                | 54°31′00″ с. ш. 36°16′00″ в. д. |

### Комментарии
1. ↑  Не учитывает ряд гетто, указанных в Encyclopedia of Camps and Ghettos — 2 гетто в Крыму, гетто в Элисте, несколько гетто в Брянской области и др.
2. 1 2 3 4 5 6  Согласно позиции России
3. 1 2 3 4 5 6  Согласно позиции Украины